# Gabriela Ngirmang
Mirair Gabriela Ngirmang (1922 – 10 de octubre de 2007), conocida como Gabriela Ngirmang, fue una activista por la paz y antinuclear de Palaos.

## Trayectoria
Ngirmang nació en 1922 en Palaos. Su padre es de Airai y su madre de Koror. Tanto su madre como su padre ocuparon puestos de alto rango en sus clanes. Creció en el país durante la administración japonesa y luego durante la Segunda Guerra Mundial. Recibió una educación formal muy limitada. Era considerada una matriarca del clan Ikelau y ostentaba el título de Mirair, el segundo título de mujer en Koror, desde hace más de doce años.
Se considera que Ngirmang contribuyó a la creación de la primera constitución desnuclearizada del mundo, que prohibía el uso, el almacenamiento y la eliminación de armamento nuclear en Palaos. La constitución entró en vigor en 1979 y fue aprobada con el apoyo del 92% de la población. El documento incluía una cláusula que exigía el acuerdo del 75% de los votantes antes de poder introducir armas nucleares en el país. Entre 1979 y 1994, la cláusula constitucional se votó, y se mantuvo, once veces.
Durante cincuenta años, Ngirmang dirigió la organización de mujeres Otil a Beluad (que puede traducirse como "ancla de nuestra tierra") y siguió defendiendo la cláusula de desnuclearización de la Constitución. La hija de Ngirmang, Cita Morei, también fue un miembro destacado del movimiento.
En 1987, cuando el gobierno de Palaos intentó modificar la cláusula para exigir una mayoría simple en lugar del 75% de apoyo, Ngirmang lideró un grupo de cincuenta mujeres ancianas y llevó al gobierno a los tribunales. Durante este tiempo, las ancianas fueron amenazadas y la casa de Ngirmang sufrió un incendio. En busca de apoyo, viajó a Estados Unidos y se dirigió a las Naciones Unidas y al Congreso de los Estados Unidos. Sin embargo, en 1989 el caso fue llevado de nuevo a los tribunales y el gobierno modificó unilateralmente la cláusula para exigir sólo el 50% de apoyo de las personas votantes.

## Reconocimientos
En 1988, la organización que dirigía Ngirmang, Otil A Beluad, fue nominada al Premio Nobel de la Paz, y en 2005 ella misma fue nominada individualmente al Premio Nobel de la Paz por la campaña 1000 Mujeres por la Paz, con sede en Suiza. En 1993, Otil A Beluad recibió el Premio Global 500 del Programa de las Naciones Unidas para el Medio Ambiente.